# Brede haakspiegelmot
De brede haakspiegelmot (Grapholita orobana) is een vlinder uit de familie van de bladrollers (Tortricidae). De wetenschappelijke naam is gepubliceerd in 1830 door Treitschke.
De soort komt voor in Europa.